# アパシー レンタル家族
『アパシー レンタル家族』（アパシー レンタルかぞく）は、同人サークルである七転び八転がりが製作した同人ゲームのWindows用ゲームソフトで、同人ゲームにおけるアパシー・シリーズの第4弾である。

## 概要
シリーズとしては珍しく、また本作においてもシナリオライターを務めた飯島多紀哉のそれまでの作調とは一転してホラー的要素を一切排したハートフル・ストーリーを描く。
元となる「レンタル家族」のシナリオは『四八（仮）』に使用する予定だったが、諸事情により、名残を残すのみでカットされたものである。本作はそのプロットのひとつを利用し、先立つ2007年5月4日に登場人物の一人である篠田を扱い、本作においても一シナリオに当たる部分を小冊子形式の小説として発表したものを元に制作された。A4サイズ、36ページ、400円（税込）。なお、四八（仮）に使用する予定のエピソードは本作で扱われておらず、登場人物もまったく異なっている。
ゲームは選択肢なしのヴィジュアルノベル形式で進行し、5つのシナリオを順番に読み進めていく形となっているが、その構成はやや変則的なものとなっている。エンディング・テーマは前作『新装版』に引き続き、片霧烈火が担当。
なお、2015年現在では「レンタル家族」と称される人材派遣業が実在している（但し公的な場、対外的な場面における「数合わせ」として従事させる業務が多い）出典：コトバンク。

## ストーリー
はんぶんつ
女子高校生、間山久恵。その道程は一見順調に見えても、その裏に色々な事が渦巻いている。
そこに訪れた不思議な客との出会い。あったのは写真、手紙、そして、思い出――。
はんぶんつとは茨城弁ではんぶんこのこと。
帰る場所
家族を演じるこども、田村裕子。「田村裕子」の名前も結局は借り物。
行く場所を変えて得たのは新たな出会い。そして、欲しい幸せ。
帰る場所を見つけ出す方法――。
家族写真
家族から切り離されたサラリーマン、篠田俊郎。狂いそうな日々から離れるため、一本の電話をかけた。
また、出会う。ひとりの家族と出会った。
思い出す。家族写真にはかつて、すべてがあったこと。
青年リグレッツ
嘘を付くことで自分を取り繕ってきた青年、阿部弘幸。
ひとつの出会いは彼に衝撃を与え、心に積もった暗雲を吹き飛ばす。だが、
青年の後悔は何を生むのだろうか？
自殺志願
人生に絶望した少年、帆加辺春生。自殺を夢見る少年、帆加辺春生。
出会い、出会い、出会い、出会い、そして――、
そして、5つの人生が交じり合う瞬間に起こった奇跡の物語。

## スタッフ
- 原作・監督：飯島多紀哉
- シナリオ:飯島多紀哉・かなやみなこ・野島智実・季田依子
- キャラクターデザイン/原画：みずなともみ
- グラフィック:みずなともみ・尚親・カサゴ
- プログラム：吉野光祐
- 音楽：sub tonic、body
- エンディングテーマ
  - 曲名：「再び生きていく君へ」
  - 作詞・作曲・歌唱：片霧烈火（CLOSED/UNDERGROUND）
  - 編曲：Morrigan（Wave）
  - プロデュース：CLOSED/UNDERGROUND